# Matthew Taylor (baron Taylor de Goss Moor)
Pour les articles homonymes, voir Matthew Taylor.
Matthew Owen John Taylor, baron Taylor de Goss Moor (né le 3 janvier 1963) est un homme politique libéral démocrate du Royaume-Uni et un expert en politique de planification. Il est député de Truro et St Austell en Cornouailles de 1987 à 2010. Il est fait pair à vie et siège à la Chambre des lords depuis juillet 2010. Il est surtout connu pour son travail en faveur des communautés rurales, pour l'élaboration d'une politique de planification de quartier et la création de politiques de Garden Communities.

## Jeunesse
Matthew Taylor est le fils adoptif de Kenneth Taylor, un scénariste de télévision surtout connu pour The Jewel in the Crown et The Camomile Lawn.
En 2008, il retrouve sa mère biologique et apprend que son arrière-grand-père est un autre député libéral, Percy Harris, qui est plus tard député progressiste.
Taylor fait ses études à l'école primaire St Paul à Truro, puis dans deux écoles indépendantes: Treliske Preparatory School (maintenant connue sous le nom de Truro School Prep) à Highertown (A390) à Truro et University College School à Hampstead, au nord de Londres, remportant une bourse pour Lady Margaret Hall à l'Université d'Oxford où il étudie Philosophie, Politique et Économie.
Politiquement actif dès son plus jeune âge, Taylor fait campagne lors de sa première élection générale en 1979 à l'âge de seize ans et rejoint l'alliance antinucléaire de Cornouailles un an plus tard pour faire campagne contre une centrale nucléaire dont la construction est proposée dans le comté. Il s'implique très jeune dans des campagnes pour l'environnement et les libertés civiles alors. À la fin de ses études, il est élu président de l'Union des étudiants de l'Université d'Oxford pour l'année 1985–86 sous l'étiquette Alliance libérale / SDP.

## Carrière
En 1986, il travaille pour le député de Truro de l'époque, David Penhaligon, comme assistant en politique économique, mais après la mort de Penhaligon dans un accident de voiture à la fin de cette année, Taylor est sélectionné pour se présenter comme candidat libéral lors de l'élection partielle suivante, qu'il gagne au début de 1987. Trois mois plus tard, il conserve son siège aux élections générales de 1987. Âgé de 24 ans, il est le plus jeune député en exercice à l'époque et porte le titre de « Bébé de la Chambre » à la suite de son collègue député libéral Charles Kennedy, conservant le titre pendant 10 ans jusqu'en 1997. Son statut de célébrité lui donne un accès rapide aux médias politiques et aux programmes télévisés, notamment l'heure des questions de la BBC, tout en étant député d'un petit parti, il est rapidement promu au premier rang en tant que porte-parole sur le gouvernement local.
Après la rupture de l'Alliance libérale du SDP en 1987-8 et le nouveau "Parti social et libéral démocrate" venant derrière les Verts aux élections européennes de 1989, Taylor est invité par Paddy Ashdown à prendre la direction à prendre la direction de la communication du parti. Dans le poste (1989-92), il réunit et dirige un petit groupe d'experts externes, dont Jeremy Bullmore (alors adjoint de Martin Sorrell chez WPP, et ancien directeur de la création chez J Walter Thompson), Rodney Fitch (fondateur de l'agence de design RS Fitch) et Derek Martin (directeur fondateur de Martin Hamblin Research), et ensemble ils créent la marque et l'image de marque des libéraux démocrates, notamment le nouveau nom et le logo Bird of Liberty. Margaret Thatcher s'est moquée du nouveau logo en le qualifiant de "perroquet mort" (faisant référence à un célèbre croquis de Monty Python) dans son discours à la conférence de 1989 - pour voir son parti humilié le lendemain avec les libéraux démocrates remportant l'élection partielle de Bournemouth, auparavant siège sûr des conservateurs. Le rôle de Taylor est élargi à un nouveau rôle de "président des campagnes et des communications" (1992-94), responsable des principaux thèmes et politiques de campagne, des émissions de parti et de la supervision des élections partielles, des campagnes électorales nationales et des thèmes de campagne, pendant lesquels le Parti continue de remporter des élections partielles telles que Newbury et Christchurch et obtient un nombre record de sièges aux élections générales. Il poursuit ses campagnes et sa surveillance politique en tant que président du parti (2003-5) sous Charles Kennedy, le parti obtenant à nouveau des résultats électoraux importants, et rédige les manifestes électoraux du parti en 2001 et 2005.
De 1990 à 1994, Taylor est également le porte-parole du parti sur l'éducation, auteur de la position politique la plus connue des libéraux démocrates à l'époque, à savoir s'engager à augmenter l'impôt sur le revenu de base pour l'éducation. De 1992 à 1994, on lui demande de se concentrer sur sa présidence des communications et des campagnes, pour bâtir le succès de campagne du Parti et être porte-parole du Parti. Il est ensuite porte-parole sur l'environnement 1994-1997, engageant le parti à passer à des taxes environnementales (en particulier une taxe sur le carbone) atténuée par une réduction de la TVA, sous le slogan "nous ne taxerons pas plus, mais nous taxerons différemment".
Il soutient les dirigeants de son parti, notamment Paddy Ashdown et Charles Kennedy, qu'il aide à prendre la direction du parti en 1999 après la démission d'Ashdown. Il devient porte-parole pour le Trésor (1999-2003).
Après avoir été remplacé comme porte-parole au Trésor par Vince Cable en 2003, Taylor est président du parti. Dans ce poste, il revient officiellement à son poste de premier plan dans les campagnes et les communications du parti, bien qu'en tant qu'auteur du manifeste de l'élection générale de 2001 et 2005 et devient chancelier fantôme du parti. Il fait partie d'un petit nombre de personnes confrontées aux problèmes d'alcool de Charles Kennedy, donnant finalement à Kennedy un ultimatum selon lequel s'il ne traitait pas le problème, il devrait démissionner de son poste de leader.
Après les élections générales de 2005 où les problèmes d'alcool de Kennedy sont devenus un problème croissant, Taylor refuse une position de cabinet fantôme. Il se présente pour le leadership adjoint en 2006 et est battu par Vince Cable par une seule voix. Cable fait valoir que Taylor est un candidat potentiel à la direction et que le poste d'adjoint ne devrait pas être occupé par une personne ayant des ambitions de leadership. En fait, Cable devient le leader, alors que Taylor a déjà décidé qu'il ne se présenterait pas. Après la naissance de son fils Arthur, il annonce en 2007 qu'il ne se représenterait pas aux élections générales de 2010 . La circonscription de Truro et St Austell qu'il représente est ensuite abolie après une révision des limites.
Après les élections générales de 2010, les démocrates libéraux obtiennent une augmentation significative du nombre de pairs, reflétant leur succès aux élections générales, les propulsant dans un gouvernement de coalition. Taylor reçoit l'une de ces pairies à vie dans les honneurs de dissolution de 2010 et il est créé baron Taylor de Goss Moor, de Truro dans le comté de Cornouailles le 16 juillet 2010. Taylor siège maintenant en tant que pair libéral démocrate à la Chambre des lords mais n'assume aucun rôle au Parti, travaillant à la place avec les gouvernements successifs sur la planification des réformes politiques.
Lord Matthew Taylor conseille les gouvernements successifs sur la planification et la politique du logement pendant plus d'une décennie. En 2007, après avoir annoncé qu'il ne se présenterait plus pour une réélection en tant que député, il est approché par le nouveau Premier ministre Gordon Brown (qu'il a suivi lorsqu'il est chancelier de l'Échiquier) pour effectuer un examen de l'économie rurale. Taylor demande d'étendre cela pour inclure le logement et de se concentrer sur la planification de la réforme des politiques. Il publie cette revue gouvernementale de planification rurale sous le titre «Living Working Countryside» à l'été 2008. Bien qu'initiée puis soutenue par le gouvernement travailliste, elle attire l'attention des décideurs du Parti conservateur et jette de nombreuses bases pour le cadre de la politique de planification nationale et la planification de voisinage du gouvernement qui suit, sur lesquels Taylor aide les responsables à concevoir après 2010.
En 2011-2012, le ministre de la Planification Greg Barker et son successeur Nick Bowles lui demandent de diriger l'examen par le gouvernement de tous les conseils sur les pratiques de planification qui se trouvent derrière le NPPF, totalisant 6000 pages, dont certaines vieilles de 30 ans, avec une nouvelle ressource unique en ligne.
En 2015, il développe sa proposition "Garden Village", publiée par Policy Exchange, pour permettre aux autorités locales de soutenir de nouvelles communautés durables à usage mixte pour répondre aux besoins de logement, plutôt que d'encercler les villes et les villages avec des lotissements de mauvaise qualité. La proposition a été adoptée comme politique nationale par le nouveau gouvernement conservateur lors du budget de mars 2016.
Taylor continue de conseiller de manière informelle le gouvernement, Homes England et les autorités locales, et dirige sa propre entreprise de conseil (Taylor & Garner Ltd) conseillant le secteur public et privé sur un nombre important de nouveaux projets majeurs de "communauté de jardin".
Parallèlement à son travail de planification, Taylor est président de la National Housing Federation (représentant les 1200 associations caritatives de logement du Royaume-Uni) de 2010 à 2016. Il est également élu président de l'Association nationale des conseils locaux de 2016 à 2018 (représentant les conseils municipaux et paroissiaux d'Angleterre). Taylor est nommé membre honoraire du RTPI, professeur invité de planification à l'Université de Plymouth et chercheur principal invité à la School of Planning de l'Université de Cambridge.
En dehors du logement et de la planification, Taylor est directeur non exécutif de South West Water 2010-2020 et préside maintenant leur panel de clients «WaterShare +». Il est également président de Kensa Group, le principal fabricant et installateur de systèmes de chauffage au sol au Royaume-Uni, axé à l'origine sur la rénovation des logements sociaux afin de fournir le plus bas coût de production de chaleur en carbone pour les locataires à faible revenu, mais maintenant également la livraison à de nouvelles constructions à grande échelle en utilisant des réseaux au sol partagés en réseau pour offrir un chauffage prêt à zéro émission de carbone.

## Vie privée
Taylor épouse Vicky Garner, ancienne directrice du groupe de pression Surfers Against Sewage, en 2007. Le couple a trois fils.
En novembre 2007, Taylor et son épouse créent leur propre entreprise, Taylor & Garner Ltd, à Roche, Cornouailles, pour fournir des services de conseil . Vicky Garner quitte l'entreprise en 2017 .